# AerCap
AerCap, officiellement AerCap Holdings N.V., est la plus grande entreprise mondiale d'affrètement d'avions. À mars 2021, elle possédait plus de 2000 avions et 300 hélicoptères. Son siège est à Dublin en Irlande et elle est cotée au New York Stock Exchange.

## Histoire
En septembre 2018, AerCap compte 1 057 avions dans son portefeuille, auxquels  s'ajoutent 400 commandes.
À la suite du rachat de l'International Lease Finance Corporation (ILFC), AerCap devient la plus grande entreprise indépendante de son secteur devant GE Capital Aviation Services (GECAS).
En mars 2021, AerCap annonce l'acquisition de ce dernier pour 30 milliards de dollars, créant un groupe possédant plus de 2000 avions ainsi que 300 hélicoptères.

## Activité
Basée à Dublin, AerCap dispose de nombreux bureaux dans le monde dont Amsterdam et Toulouse.

## Flotte
Au 30 juin 2025, AerCap disposait des appareils suivants sur son catalogue (liste non exhaustive ne comprenant pas les hélicoptères) :

## Actionnaires
Liste des principaux actionnaires au 30 octobre 2019.
| JANA Partners                   | 7,69% |
| AllianceBernstein               | 6,08% |
| Cerberus Capital Management     | 6,07% |
| Al Waha Capital                 | 6,00% |
| Eagle Capital Management        | 5,89% |
| Wellington Management           | 5,45% |
| Lyrical Asset Management        | 4,29% |
| Donald Smith                    | 4,16% |
| Thornburg Investment Management | 4,16% |
| Fidelity Management & Research  | 4,09% |